# Guinguinéo (Département)

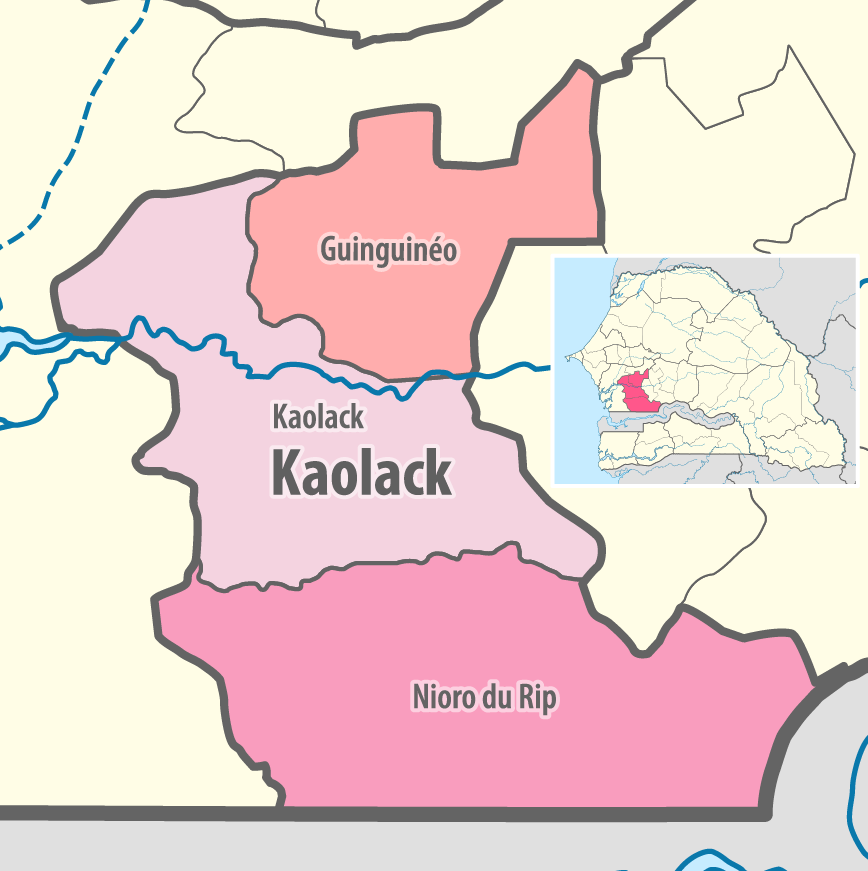
Département Guinguinéo in der Region Kaolack

Das Département Guinguinéo ist eines von 45 Départements, in die der Senegal, und eines von drei Départements, in die die Region Kaolack gegliedert ist. Es liegt im Nordosten der Region im zentralen Senegal mit der Hauptstadt Guinguinéo. Das Département wurde 2008 aus Teilen des Départements Gossas der Region Fatick geschaffen und in die Region Kaolack eingegliedert.
Das Département hat eine Fläche von 1166 km² und gliedert sich wie folgt in Arrondissements, Kommunen (Communes) und Landgemeinden (Communautés rurales):
| Commune / Arrondissement | Communauté rurale | Einwohner 2013 |
| Guinguinéo               | —                 | 16.386         |
| Fass (Senegal)           | —                 | 3.905          |
| Mboss                    | —                 | 4.347          |
| Mbadakhoune              | Mbadakhoune       | 14.323         |
| Mbadakhoune              | Ndiago            | 10.572         |
| Mbadakhoune              | Ngathie Naoudé    | 13.378         |
| Nguélou                  | Khelcom Birane    | 12.557         |
| Nguélou                  | Gagnick           | 8.552          |
| Nguélou                  | Nguélou           | 9.244          |
| Nguélou                  | Ourour            | 10.721         |
| Nguélou                  | Dara Mboss        | 4.512          |
| Nguélou                  | Panal Wolof       | 6.686          |
| Département              | —                 | 115.184        |